# École de droit de Beyrouth
L’école de droit de Beyrouth (Berytus en latin) est un centre important d'enseignement et d'étude du droit romain dans l'Antiquité, située à Beyrouth (Berytus en latin), aujourd'hui au Liban. Cette école se développe grâce au soutien des empereurs romains et devient l'institution centrale de production de jurisprudence dans l'Empire romain, jusqu'à sa destruction par un séisme en 551. Il s'agissait alors de l'un des derniers lieux de pratique du latin encore en activité au Proche-Orient.
Les écoles de droit de l'Empire romain détiennent les recueils des constitutions impériales et permettent l'étude et la pratique de la jurisprudence à la place des tribunaux impériaux surchargés. L'archivage des constitutions impériales facilite le travail des juristes, en leur permettant d'avoir accès aux précédents juridiques. En dépit de l'importance de l'école de droit de Beyrouth, ses origines sont mal connues. La première source écrite à s'y référer remonte à 239 et sa réputation est alors déjà grande. Elle attire de jeunes et riches citoyens romains et, au VIe siècle, ses professeurs jouent un rôle déterminant dans l'élaboration du code Justinien. L'établissement acquiert une très grande notoriété au sein de l'Empire et Beyrouth en vient à être considérée comme la « Mère des lois » [référence nécessaire]. Ainsi, quand Justinien réorganise et ferme des écoles de droit, celle de Beyrouth devient l'une des rares à pouvoir encore enseigner la jurisprudence. 
L'enseignement au sein de l'école dure cinq ans et consiste en l'apprentissage et l'analyse des textes juridiques classiques et des constitutions impériales, en plus de la discussion de litiges juridiques. Justinien s'intéresse personnellement à l'organisation de l'enseignement et il donne pour mission à l'évêque de Beyrouth, au gouverneur de la province de la Phénicie maritime et aux enseignants d'assurer l'ordre et la discipline au sein de l'établissement. 
L'histoire de l'école s'arrête brutalement avec le violent séisme qui frappe la côte phénicienne en 551. Elle doit déménager à Sidon mais ne survit pas à la conquête arabe en 635. Les textes de l'époque affirment que l'école se situe à proximité de l'ancienne église d'Anastase dont les vestiges se trouvent sous la cathédrale Saint-Georges dans le centre historique de Beyrouth.

## Contexte
En tant que gardien de la justice, l'empereur romain doit consacrer une part importante de son temps aux affaires juridiques. Il est le magistrat suprême dont la prérogative principale est la conduite des affaires publiques, pour lesquelles il peut requérir l'assistance de n'importe quelle personne.
Du fait de la profusion d'appels, de pétitions et de requêtes judiciaires provenant de magistrats et de gouverneurs, l'empereur veille à consulter des juristes (jurisconsultes), qui sont généralement des secrétaires issus du corps des equites. À partir du règne d'Auguste, les juristes commencent à compiler des recueils d'édits impériaux (constitutiones). Chaque nouvelle décision judiciaire est archivée parmi les précédents juridiques et les délibérations antérieures. Les compilations d'édits débouchent sur la création du premier système d'école de droit du monde occidental, dont l'objet est de former des juristes professionnels.

## Histoire
Au cours du règne d'Auguste, la cité de Beyrouth est créée sous le nom de Colonia Iulia Augusta Felix Berytus et obtient le statut de Ius Italicum, en tant que colonie pour les vétérans de la bataille d'Actium, issus de la Legio V Macedonica et de la Legio III Gallica. Elle est choisie comme capitale régionale à la place des importantes cités phéniciennes de Tyr et de Sidon, qui ont un passé de belligérance avec Rome. 

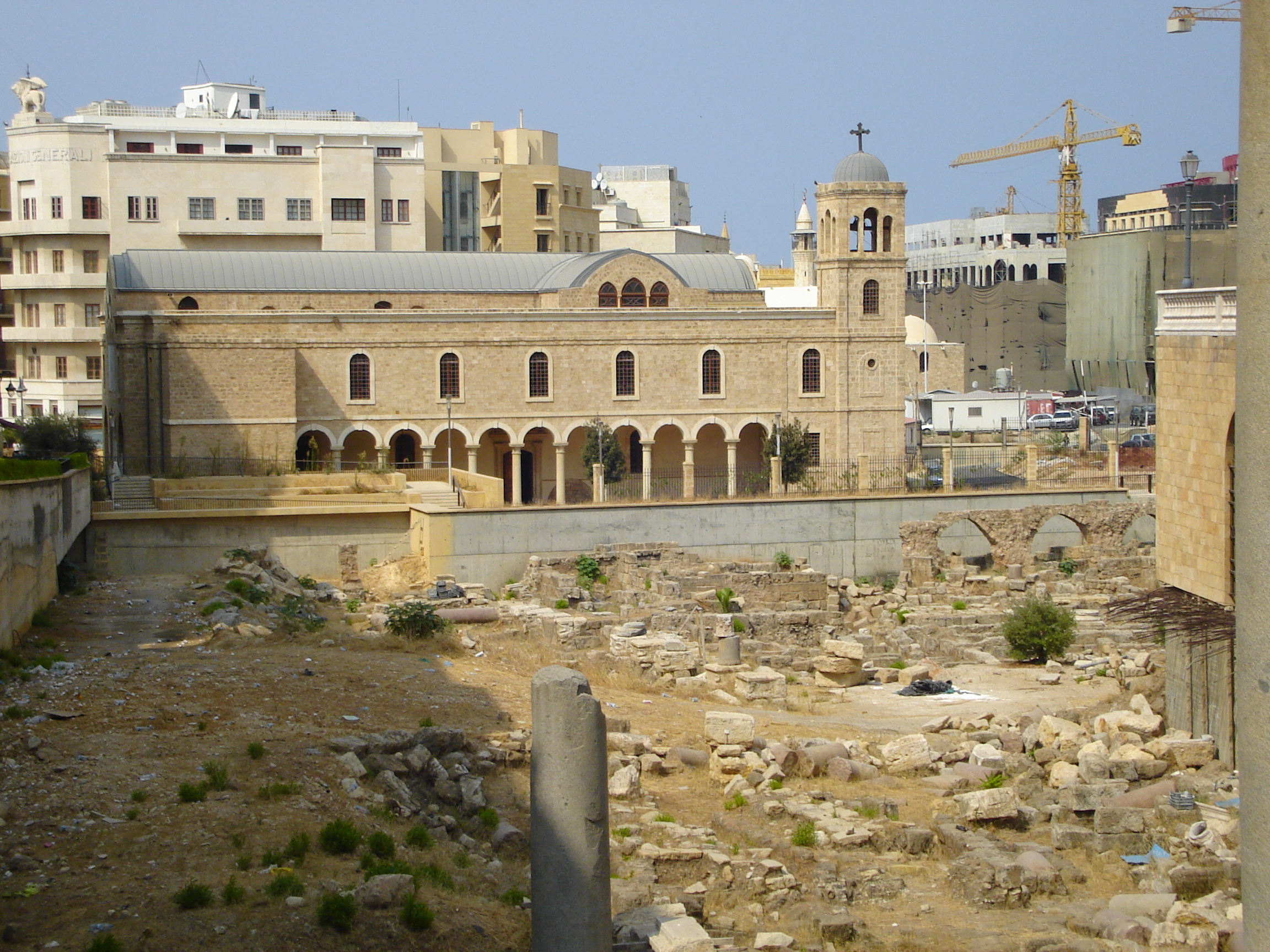
La cathédrale Saint-Georges construite à l'emplacement du Cardo maximus, l'axe de communication principale de Beyrouth. L'école de droit pourrait avoir été construite à côté de l'église d'Anastase, bâtie sur les lieux de l'actuelle cathédrale Saint-Georges.

Beyrouth est mentionnée pour la première fois comme un lieu réputé pour les études de droit en 239, dans les textes de Grégoire le Thaumaturge, l'évêque de Néocésarée. D'autres sources ne mentionnent pas la date de création de l'école de droit et celle-ci est particulièrement débattue parmi les historiens modernes. Edouard Gibbon estime qu'elle a pu être dirigée par l'empereur Sévère Alexandre, originaire de la région, qui règne entre 222 et 235. Cette hypothèse a été défendue par Gilles Ménage, un érudit français de la fin du XVIIe siècle. Le juriste italien Scipione Gentili défend une autre théorie, selon laquelle la fondation de l'école est à mettre au crédit d'Auguste, tandis que le théologien allemand Karl Hase estime qu'elle est créée peu après la bataille d'Actium, en 31 av. J.-C. Adolf Friedrich Rudorff la date lors du règne d'Hadrien, alors que Franz Peter Bremer suggère qu'elle ouvre autour de 200, en se fondant sur Grégoire le Thaumaturge. 
Theodor Mommsen associe la création de l'école de droit à Beyrouth avec le manque de juristes, car la ville est créée pour recueillir les édits impériaux à propos des provinces orientales. Une fois parvenus à Beyrouth, ils sont traduits en grec, publiés et archivés. C'est en 196 que cet archivage est mentionné pour la première fois. C'est aussi la date des plus anciennes constitutions mentionnées dans le code Grégorien. Toutefois, l'archivage des édits a pu intervenir avant 196. La proximité entre les archives et l'école de droit permet aux juristes de Beyrouth de consulter aisément les documents indispensables à leurs travaux. En outre, les étudiants sont au courant des textes juridiques les plus récents, à la différence de ceux des écoles de droit d'Alexandrie et de Césarée maritime.
Deux empereurs du IIIe siècle, Dioclétien et Maximin promulgue des constitutions exemptant les étudiants de l'école de droit de Beyrouth du service obligatoire dans leurs villes natales. Au IVe siècle, le rhétoricien grec Libanios rapporte que l'école attire de jeunes étudiants issus de familles aisées et déplorent l'usage du latin dans l'enseignement, même s'il est progressivement remplacé par le grec au cours du siècle. Au Ve siècle, Beyrouth compte parmi les écoles de droit les plus réputées de l'Empire. Ses professeurs sont particulièrement estimés et jouent un rôle central dans l'étude du droit en Orient, à tel point qu'ils sont surnommés les « maîtres œcuméniques ». À partir de 425, l'école de droit de Constantinople constitue une rivale de plus en plus importante. Elle est la seule école, avec celle de Beyrouth, à être maintenue par Justinien, qui ferme celles d'Alexandrie, de Césarée maritime et d'Athènes en 529, car leur enseignement méconnaît la foi chrétienne.
L'histoire de l'école de droit de Beyrouth se termine brutalement. Le 9 juillet 551, les cités côtières de Phénicie sont dévastées par un puissant séisme. À Beyrouth, il est suivi d'un tsunami et d'un incendie qui anéantissent la ville. En tout, 30 000 personnes périssent dans ces catastrophes, dont de nombreux étudiants. Justinien finance largement la reconstruction de Beyrouth et l'école de droit est temporairement déplacée à Sidon, dans l'attente de sa reconstruction. Toutefois, les meilleurs professeurs se rendent à Constantinople. De surcroît, en 560, le sort s'acharne sur Beyrouth, victime d'un grand incendie qui ravage une cité encore en reconstruction. Finalement, l'école de droit n'est jamais rouverte à Beyrouth, d'autant que la cité tombe aux mains des Arabes en 635.

## Réputation et héritage
L'école de droit de Beyrouth fournit l'Empire romain, notamment ses provinces orientales, en magistrats et juristes durant les trois siècles qui précèdent sa destruction. Les étudiants sont nombreux en raison du prestige de l'institution et de la garantie de trouver un emploi à la fin de leurs études. Le diplôme de droit est très recherché après la parution d'un édit en 460 par l'empereur Léon Ier. L'édit impose aux candidats de postes juridiques au sein de la préfecture du prétoire d'Orient de produire des preuves de leur compétence venant de professeurs de droit d'une des écoles de droit reconnues dans l'Empire.
L'étude approfondie des textes juridiques classiques à Beyrouth puis à Constantinople donne une dimension scientifique à la jurisprudence. Cela fait naître le désir de réformes juridiques profondes chez Justinien. En raison de la plus grande compréhension des textes juridiques anciens, les lois impériales de la fin du Ve siècle et du début du VIe siècle sont plus claires et plus cohérentes, selon plusieurs historiens, dont George Mousourakis.